# Art II mac Lugaid
Art II mac Lugaid – legendarny zwierzchni król Irlandii z dynastii Milezjan (linia Emera) w latach 414-408 p.n.e. Syn Lugaida II Laimderga, zwierzchniego króla Irlandii.
Według średniowiecznej irlandzkiej legendy i historycznej tradycji, objął zwierzchnią władzę w wyniku zabójstwa poprzednika i zabójcy jego ojca, Conainga Begeglacha. Źródła podały, że panował przez sześć lat. Nie są jednak zgodne co do tego, kto został jego następcą. Pierwszorzędne Roczniki Czterech Mistrzów podały, że został zabity przez swego kuzyna i następcę, Fiachę Tolgracha i jego syna Duacha Ladgracha. Natomiast Księga najazdów Irlandii („Lebor Gabála Érenn”) poinformowała o tym, że jego następcą na zwierzchnim tronie irlandzkim został syn Oilioll (Ailill) II Finn.